# داء ليترير سايوي
داء ليترير سايوي (بالإنجليزية: Letterer–Siwe disease)‏ نوع من كثرة المنسجات لخلايا لانغر هانز، يصنف كمتعدد البؤر ومتعدد الأجهزة، وهو مرض سريع النمو حيث تتكاثر خلايا لانغر هانز في العديد من الأنسجة. عادةً ما يصيب الأطفال تحت سن الثانية، والتكهن أو التخمين أو كشفه المبكر عادة ما يكون ضعيفًا، أما في علاجه فحتى مع استخدام أشد العلاجات الكيميائية فالبقاء على قيد الحياة لمدة خمس سنوات نسبته 50% فقط.